# 2-й Озерковский переулок
2-й Озерко́вский переулок — переулок в Приморском районе Санкт-Петербурга. Проходит от Озерковского проспекта до Малой Десятинной улицы в историческом районе Озерки. Параллелен 1-му и 3-му Озерковским переулкам.

## История
Название переулка известно с 1940-х годов и связано с Озерковским проспектом.

## Пересечения
С северо-запада на юг-восток (по увеличению нумерации домов) 2-й Озерковский переулок пересекают следующие улицы:
- Озерковский проспект — 2-й Озерковский переулок примыкает к нему;
- Малая Десятинная улица — 2-й Озерковский переулок примыкает к ней.

## Транспорт
Ближайшая ко 2-му Озерковскому переулку станция метро — «Озерки» 2-й (Московско-Петроградской) линии (около 1,4 км по прямой от конца переулка).
Движение наземного общественного транспорта по переулку отсутствует.
Ближайшая ко 2-му Озерковскому переулку железнодорожная платформа — Озерки (около 450 м по прямой от конца переулка).

## Общественно значимые объекты
- Северная трасса Малой Октябрьской железной дороги (у начала переулка)